# Higuera de Calatrava
Higuera de Calatrava – gmina w Hiszpanii, w prowincji Jaén, w Andaluzji, o powierzchni 38,74 km². W 2011 roku gmina liczyła 653 mieszkańców.